# NGC 3594
NGC 3594 este o galaxie lenticulară situată în constelația Ursa Mare. A fost descoperită în 14 aprilie 1789 de către William Herschel.